# NGC 6170
NGC 6170 est une galaxie lenticulaire (ou elliptique ?) relativement éloignée et située dans la constellation du Dragon. Sa vitesse par rapport au fond diffus cosmologique est de 9 203 ± 27 km/s, ce qui correspond à une distance de Hubble de 135,7 ± 9,5 Mpc (∼443 millions d'al). NGC 6170 a été découverte par l'astronome américain Lewis Swift en 1886. Cette galaxie a aussi été observée par Swift le 1er octobre 1886, mais il ne s'est pas rendu compte qu'il l'avait déjà inscrite à ses notes. Elle a été incluse au New General Catalogue sous la désignation NGC 6176.
Note : la base de données Simbad retourne une page sans information à la requête NGC 6170. Il faut utiliser la requête NGC 6176 pour voir les infos de PGC 58188.